# Karolew (Łódź)
Karolew – osiedle mieszkaniowe w zachodniej części Łodzi, na terenie dawnej dzielnicy Polesie.

## Charakter osiedla

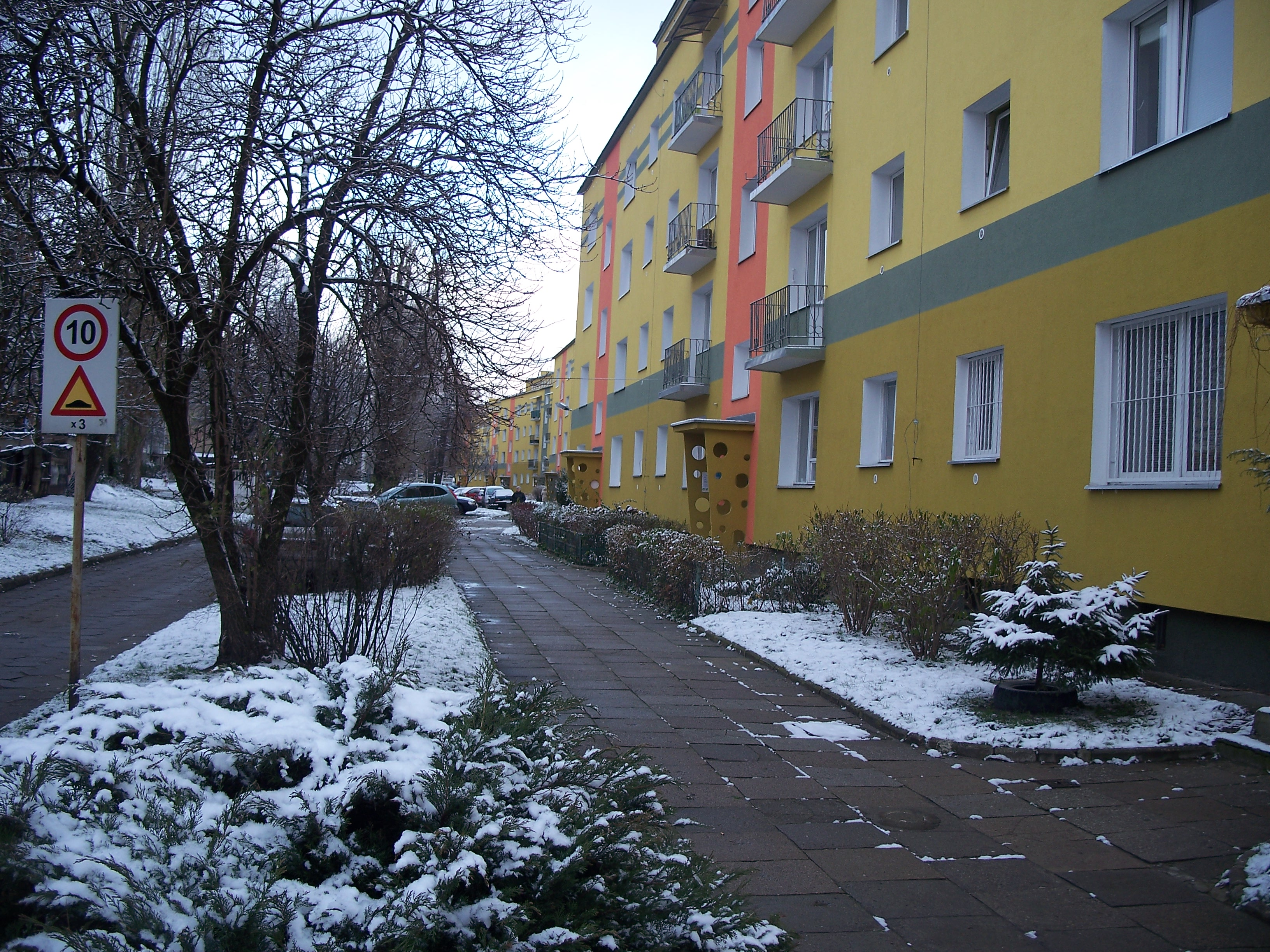
Odnowione bloki na osiedlu Karolew w Łodzi (ulica Wileńska i Krzemieniecka)

Osiedle składa się z kilkudziesięciu cztero- i dziesięciopiętrowych bloków zbudowanych głównie w latach 60. XX wieku oraz początku 70, a także pewnej liczby kamienic i kilkunastu domów jednorodzinnych pochodzących z okresu przedwojennego.
Na obszarze ograniczonym ulicami: Wileńską, Bandurskiego i Wróblewskiego znajduje się osiedle domków 2-rodzinnych, zbudowanych w II połowie lat 20. XX wieku. Wszystkie domki (98) położone są wzdłuż ulic Chodkiewicza i Wyspiańskiego; od osoby inicjatora jego budowy – bp. Wincentego Tymienieckiego – nazywane „osiedlem biskupim”.
Na osiedlu znajdują się także niewielkie tereny ogródków działkowych.
Niegdyś przez osadę płynęła rzeka Karolewka, ale w trakcie budowy osiedla całe koryto tej rzeczki zostało zabudowane i obecnie w rejonie tej dzielnicy strumień ów w całości płynie pod ziemią

## Historia
Karolew stanowił niegdyś podłódzką osadę. Wschodni fragment dzisiejszego osiedla (osada Karolew) został włączony w skład miasta w 1906 roku, natomiast obszary pozostałe (przyległe do wsi Retkinia) w 1946 r.
W latach 60. i 70. XX w. na osiedlu zbudowano w technologii wielkopłytowej kilkadziesiąt bloków mieszkalnych.
W okresie PRL północna część osiedla Karolew nosiła nazwę Osiedle im. Małgorzaty Fornalskiej, która to nazwa nawiązywała do jednej z głównych ulic Karolewa – ul. M. Fornalskiej. Po zmianach ustrojowych z lat 1989/1990 ulicy Fornalskiej przywrócono przedwojenną nazwę (ulica Wileńska; uchwała V/54/90 Rady Miejskiej w Łodzi) oraz zniesiono nazwę Osiedle M. Fornalskiej (uchwała V/55/90 Rady Miejskiej w Łodzi).

## Infrastruktura

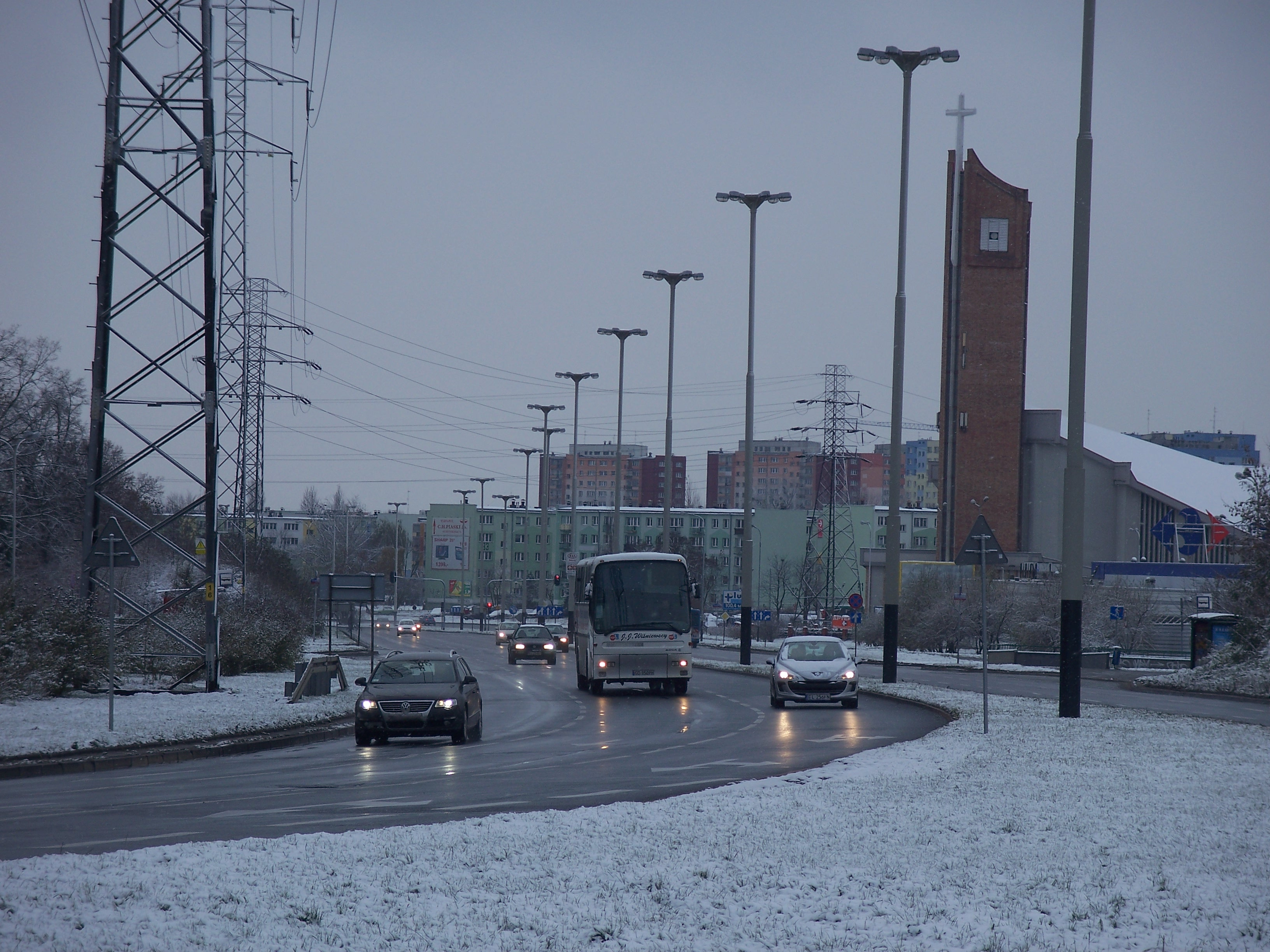
al. Bandurskiego – główna arteria komunikacyjna na Karolewie

### Transport publiczny
Karolew połączony jest z resztą Łodzi 5 liniami tramwajowymi (nr 10A, 10B, 12, 14 i 18) oraz 10 liniami autobusowymi (nr: 65B, 76, 80A/80B/80C, 86, 99 i nocne N2, N7A/N7B). Ponadto Karolew posiada bezpośrednie połączenie ze Zgierzem linią nr 6 „zgierskiego MUK” oraz z Konstantynowem Łódzkim, Lutomierskiem i Szydłowem linią nr 509 łódzkiego PKS.
Na osiedlu znajduje się krańcówka tramwajowa MPK. Do początku lat 90. XX wieku pętla docelowa linii nr 12 (wcześniej również linii: 8, 20 i 24). Do dziś wśród mieszkańców Karolewa i Retkini popularne jest określenie „krańcówka dwunastki”. Obecnie krańcówka ta używana jest w dni robocze przez linię 14, a w sytuacjach awaryjnych także dla linii „retkińskich” 10A, 10B, 12, 18 (w przypadku zakłóceń ruchu na al. Wyszyńskiego), dla linii 8 (w przypadku zakłóceń ruchu na al. Włókniarzy) oraz dla linii 15 i 17 (w przypadku zakłóceń na ul. Gdańskiej lub al. Politechniki).

### Handel i usługi
Na osiedlu znajdują się liczne placówki handlowe i usługowe: przy alei ks. bpa W. Bandurskiego (trasa W-Z), oddzielającej Karolew od retkińskiego podosiedla Piaski znajduje się supermarket Carrefour (dawny Champion), na samym Karolewie – liczne większe i mniejsze sklepy, również specjalistyczne, m.in. Dom Handlowy „Gosia” i hala targowa „Karolinka”, a także lokale gastronomiczne (m.in. puby, pizzerie), poczta, placówki bankowe, bankomaty i in.
Na Karolewie mieści się hotel „Axel” (jednogwiazdkowy; dawny hotel dla załóg konduktorskich PKP). Do niedawna funkcjonowało również kino Polesie.

### Ochrona zdrowia
Na osiedlu znajdują się także placówki związane z ochroną zdrowia: przychodnia lekarska, apteki i szpital im. Madurowicza (przy ul. Wileńskiej)

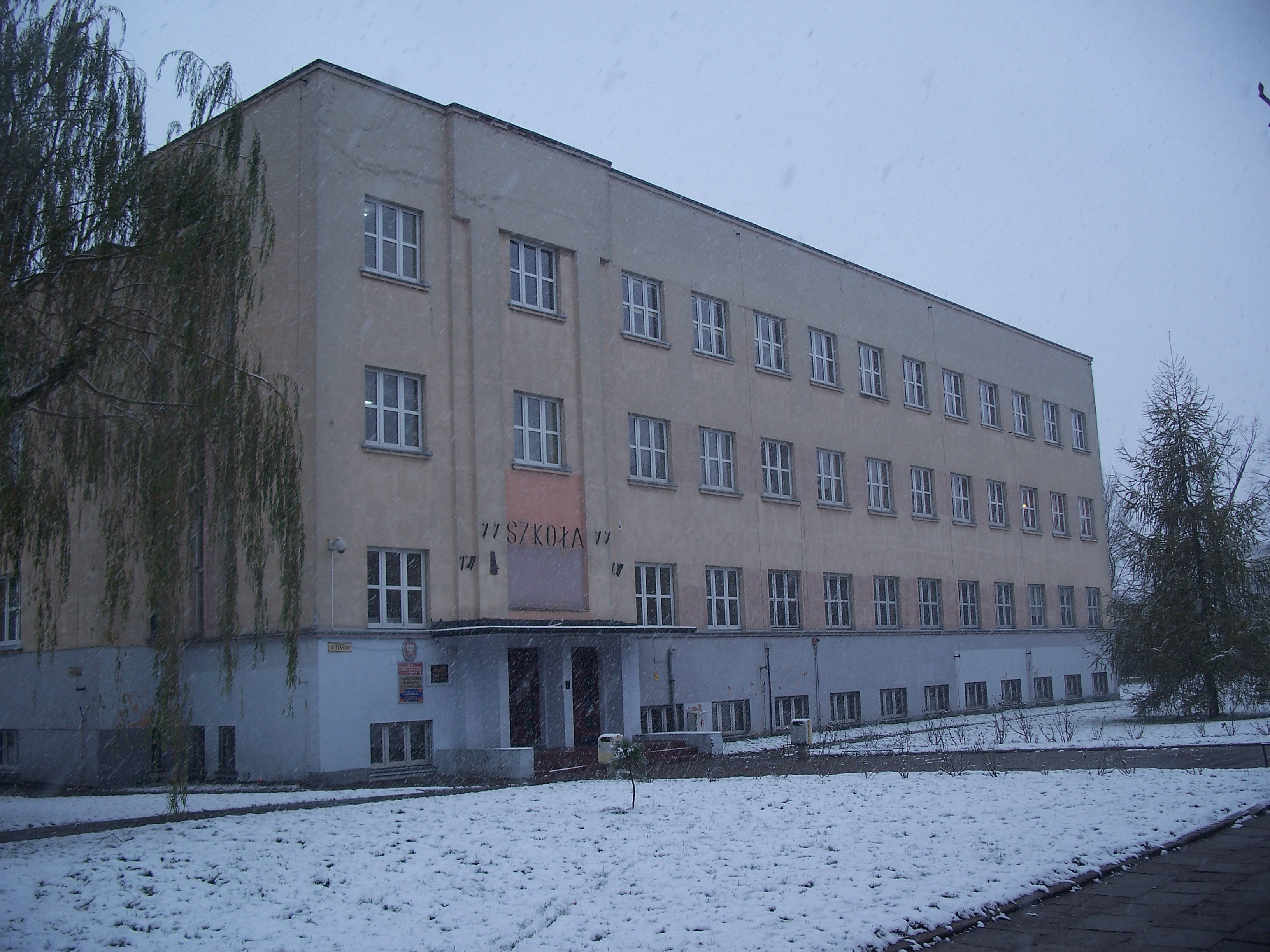
Budynek XXVI Liceum Ogólnokształcącego im. K.K. Baczyńskiego w Łodzi

### Oświata
Na Karolewie istnieje kilka placówek oświatowych różnych szczebli:
- Żłobki:
  - Żłobek nr 10[4] (Karolewska 70/76);
  - Żłobek nr 20 (Wioślarska 27);
- Przedszkola:
  - Przedszkole Miejskie nr 112 (Wileńska 20a);
  - Przedszkole Miejskie nr 133 (Krzemieniecka 22b);
  - Przedszkole Miejskie nr 151 (Narciarska 20/22);
- Szkoły podstawowe:
  - Szkoła Podstawowa Nr 164 im. Andrzeja Frycza Modrzewskiego[5] (Wróblewskiego 65);
  - Szkoła Podstawowa Nr 192 im. Heleny Radlińskiej[6] (Krzemieniecka 24a);
- Liceum Ogólnokształcące:
  - XXVI Liceum Ogólnokształcące im. Krzysztofa Kamila Baczyńskiego w Łodzi (Wileńska 22a)[7].

### Kultura
Na osiedlu działa Ośrodek Kultury „Karolew” oraz Poleski Ośrodek Sztuki (POS).
Na początku 2015 r. powstało internetowe „Wirtualne Muzeum Karolewa”, prowadzone przez Poleski Ośrodek Sztuki.

### Urzędy administracyjne
Na Karolewie istnieją placówki administracji samorządowej:
- Urząd Miasta Łodzi – Delegatura Łódź-Polesie (Krzemieniecka 2a);
- Urząd Miasta Łodzi – Wydział Urbanistyki i Architektury (Wileńska 53/55);
- Urząd Miasta Łodzi – Straż Miejska – Oddział Łódź-Polesie (Krzemieniecka 2a);
- Urząd Miasta Łodzi – Straż Miejska – Posterunek „Botanik” (Retkińska – wejście do Ogrodu Botanicznego).

### Parafia

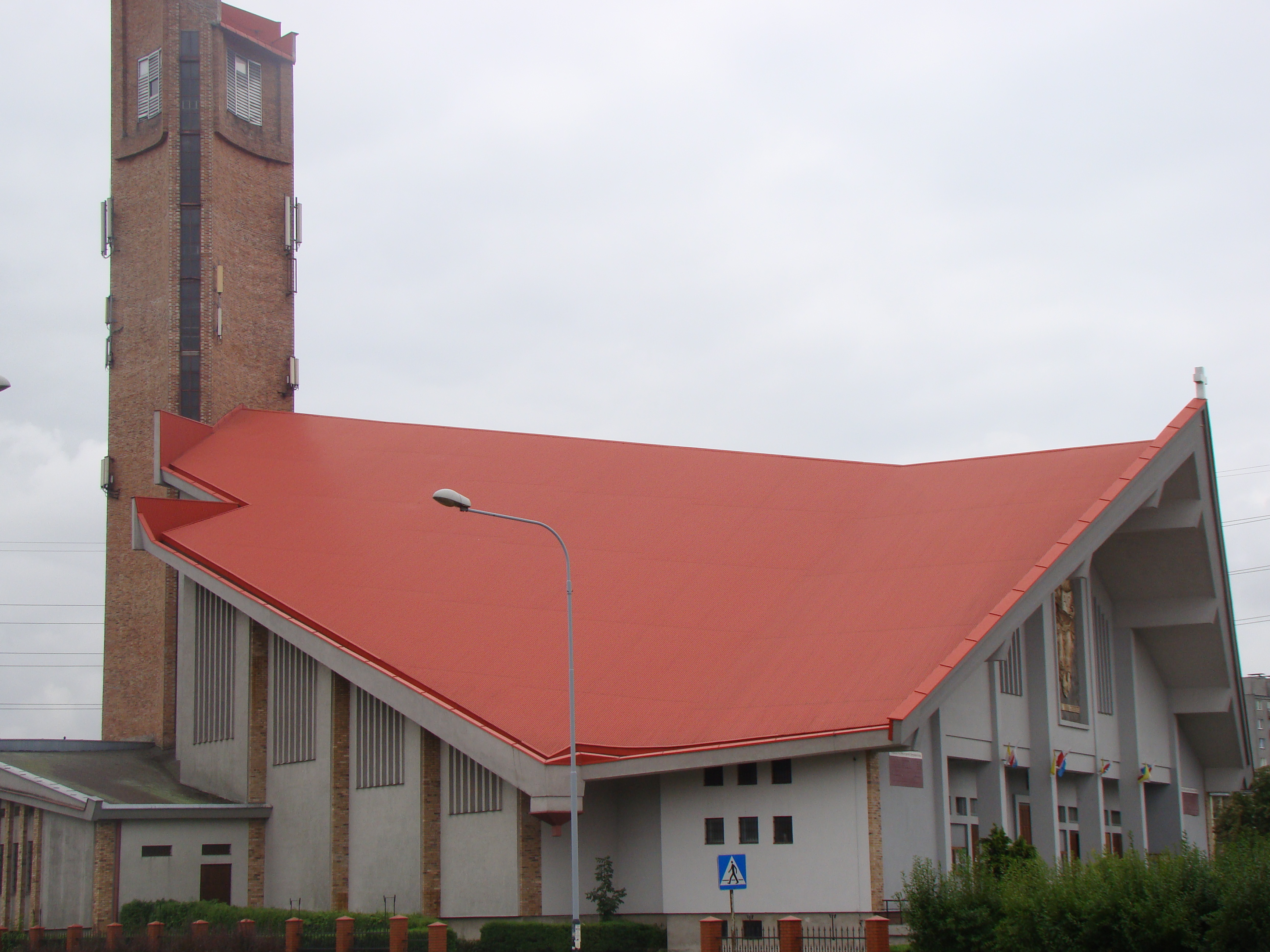
Kościół Chrystusa Króla

Pod względem organizacji kościoła katolickiego Karolew należy do dwóch parafii:
- parafii pw. Chrystusa Króla (wchodzącej w skład dekanatu Łódź-Retkinia-Ruda)
- parafii pw. Matki Boskiej Zwycięskiej (wchodzącej w skład dekanatu Łódź-Śródmieście)

Na pograniczy Karolewa i Retkini (przy al. Bandurskiego) zlokalizowany jest kościół parafialny pw. Chrystusa Króla.
Kościół parafialny Matki Boskiej Zwycięskiej mieści się centralnej części Łodzi, przy ul. Łąkowej.
Na Karolewie znajduje się również zbór Kościoła Ewangelicznych Chrześcijan „Soli Deo Gloria” w Łodzi, który mieści się przy ulicy Celnej 8.

## Przynależność administracyjna
W podziale administracyjnym Łodzi Karolew wraz ze wschodnią częścią sąsiedniej Retkini tworzy osiedle administracyjne Karolew-Retkinia Wschód.
Natomiast łódzki System Informacji Miejskiej, stworzony głównie dla potrzeb oznaczania ulic, uznaje Karolew za samodzielne osiedle.

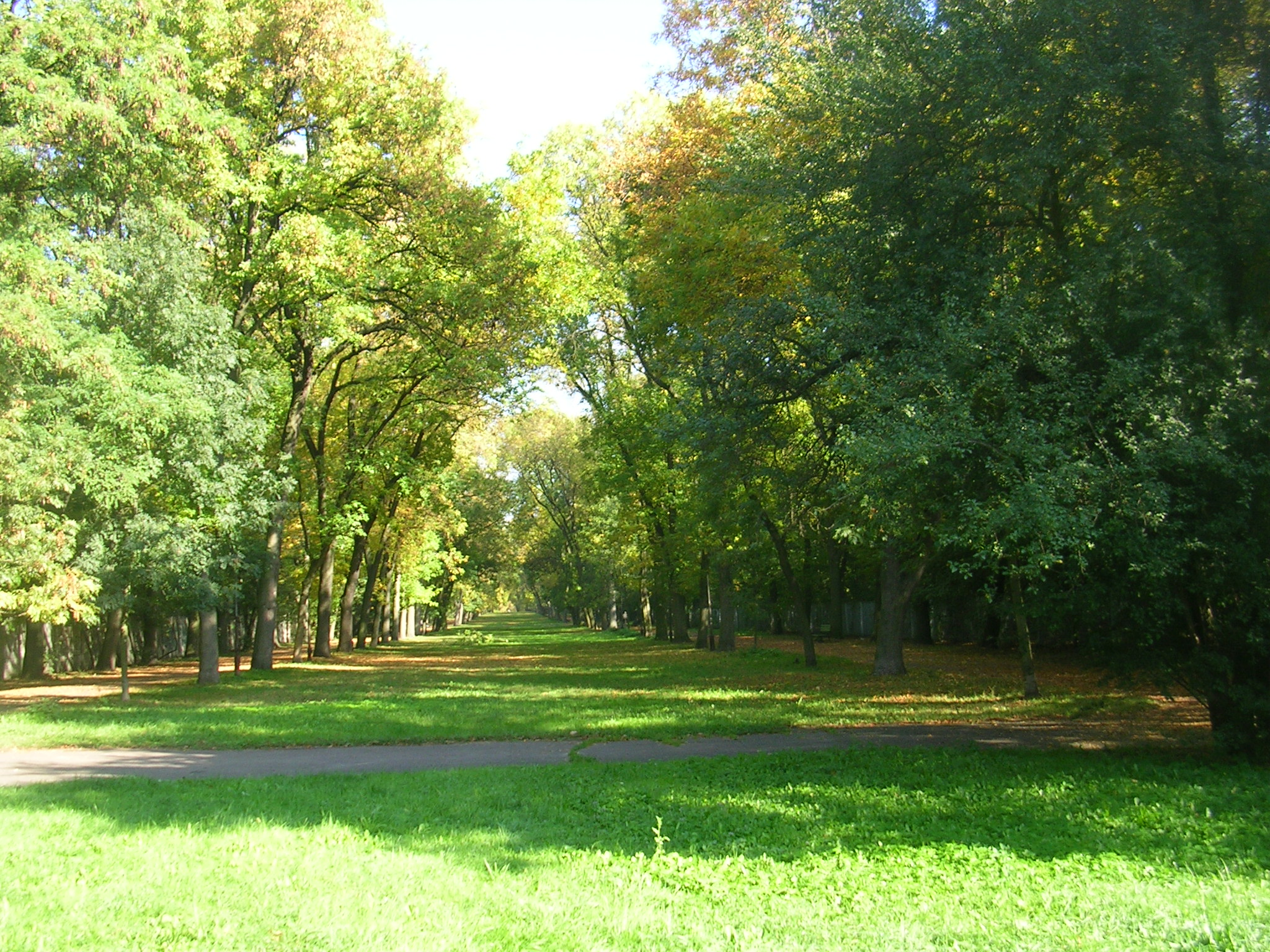
Park im. marsz. J. Piłsudskiego – widok od ul. Krzemienieckiej, stanowiącej granicę Karolewa

## Okolica
Do osiedla przylega jeden z największych łódzkich parków – Park im. marsz. J. Piłsudskiego (tzw. Park na Zdrowiu) oraz wchodzące w jego skład: Ogród Botaniczny im. Jakuba Mowszowicza i rezerwat przyrody Polesie Konstantynowskie.
W pobliżu osiedla znajdują się także hale Atlas Arena i Łódź Sport Arena im. Józefa Żylińskiego oraz Stadion Miejski, na którym mecze rozgrywa Łódzki Klub Sportowy, oraz jeden z dwóch największych łódzkich dworców kolejowych, Łódź Kaliska.
W pobliżu osiedla biegnie trasa drogi krajowej nr 91 (dawniej nr 1, będącej częścią trasy E75, jej odcinkami są al. Włókniarzy i al. Jana Pawła II).